# Епархия Кинду
Епархия Кинду (лат. Dioecesis Kinduensis) — епархия Римско-Католической Церкви с центром в городе Кинду, Демократическая Республика Конго. Епархия Кинду входит в митрополию Букаву.

## История
23 апреля 1956 года Святой Престол учредил апостольский викариат Кинду, выделив её из апостольский викариат Конголо (ныне — епархия Конголо).
10 ноября 1959 года апостольский викариат Кинду был преобразован в епархию буллой Cum parvulum Римского Папы Иоанн XXIII.

## Ординарии епархии
- епископ Jean Fryns (1957 — 1965);
- епископ Albert Onyembo Lomandjo (1966 — 1978);
- епископ Paul Mambe Mukanga (1979 — 2004);
- епископ Willy Ngumbi Ngengele (2007 — по настоящее время).